# Votsi
Votsi (grekiska: Βότση) är en mindre ort på ön Alonnisos i den grekiska ögruppen Sporaderna, strax nordost om öns huvudort Patitiri. Votsi ligger 165 meter över havet och antalet invånare är 473.